# لوناسدة (قلعة السراغنة)
 لوناسدة (بالإنجليزية: LOUNASDA)‏ هي جماعة قروية تابعة لإقليم قلعة السراغنة ضمن جهة مراكش تانسيفت الحوز بالمغرب. بلغ مجموع عدد سكان  لوناسدة حسب إحصاءات 2004 حوالي 9568 نسمة يعيشون في 1503 أسرة.

## إحصاء عام
| السنة | عدد السكان | عدد الأسر | عدد الأجانب |
| ----- | ---------- | --------- | ----------- |
| 1994  | 8779       | 1318      | °°°°        |
| 2004  | 9568       | 1503      | 0           |